# Södra Virestadsjön
Södra Virestadsjön är en sjö i Älmhults kommun i Småland och ingår i Helge ås huvudavrinningsområde. Sjön är 2,8 meter djup, har en yta på 3,6 kvadratkilometer och befinner sig 143 meter över havet. Sjön avvattnas av vattendraget Helge å. Vid provfiske har en stor mängd fiskarter fångats, bland annat abborre, björkna, braxen och faren.
Sjön hade tidigare sin yta 145 meter över havet och utgjorde då tillsammans med Norra Virestadsjön en sjö, Virestadssjön (1700 kallad Wällie siöhn), men sänktes i slutet av 1800-talet.

## Delavrinningsområde
Södra Virestadsjön ingår i det delavrinningsområde (627492-140968) som SMHI kallar för Utloppet av Södra Virestadsjön. Medelhöjden är 152 meter över havet och ytan är 22,59 kvadratkilometer. Räknas de 12 avrinningsområdena uppströms in blir den ackumulerade arean 329,14 kvadratkilometer. Avrinningsområdets utflöde Helge å mynnar i havet. Avrinningsområdet består mestadels av skog (53 %). Avrinningsområdet har 4,04 kvadratkilometer vattenytor vilket ger det en sjöprocent på 17,9 %.

## Fisk
Vid provfiske har följande fisk fångats i sjön:
- Abborre
- Björkna
- Braxen
- Faren
- Gärs
- Gädda
- Mört
- Sarv
- Sik
- Sutare